# Moses Ugbusien
Moses Ugbusien, född den 11 december 1965 i Gongola, Nigeria, är en nigeriansk friidrottare inom kortdistanslöpning.
Han tog OS-brons på 4 x 400 meter vid friidrottstävlingarna 1984 i Los Angeles.